# Miseroni

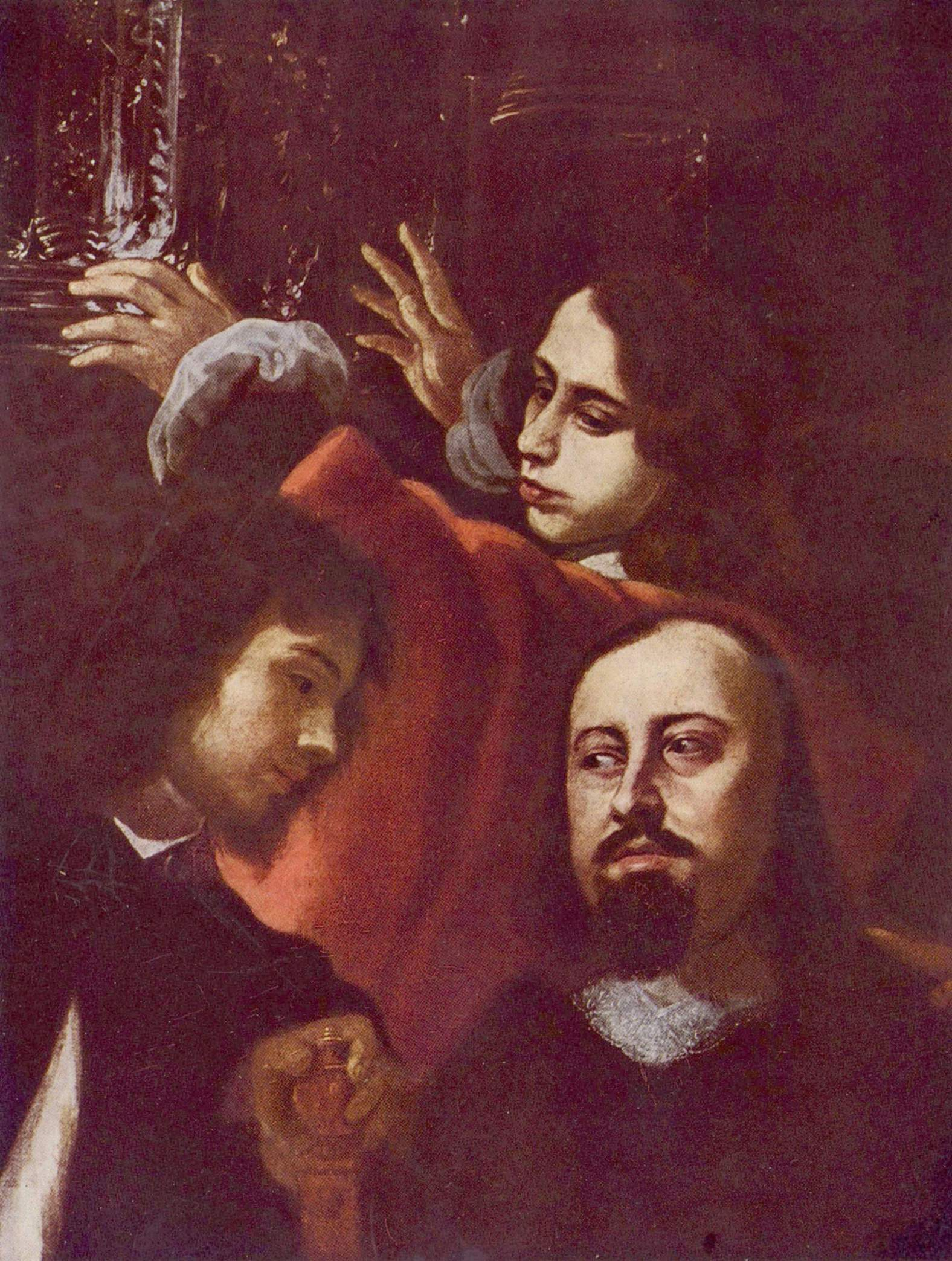
Karel Škréta: Porträt des Edelsteinschleifers Dionysius Miseroni und seiner Familie, Ausschnitt: Dionysio Miseroni mit Söhnen, dem Nachfolger Ferdinand Eusebio, oben, und dem ältesten Johann Ottavio, links, Prag um 1653, Národní Galerie, Prag

Miseroni ist eine aus Lison bei Mailand stammende Familie von vier Generationen mit Werkstatt von Steinschneidern und Kunsthandwerkern des 16. und 17. Jahrhunderts in Prag.

## Künstler
- Gasparo Miseroni (ca. 1518–1573), tätig u. a. für Cosimo de Medici in Florenz,
- Girolamo Miseroni (16. Jhd.), Bruder von Gasparo
- Ottavio Miseroni von Lison (1568?–1624), Sohn von Girolamo, tätig in Prag für Rudolph II., ein Florentinisches Mosaik von ca. 1605 findet sich in Staatlichen Museen Kassel
- Giovanni Ambrogio Miseroni, Sohn von Girolamo, tätig in Prag für Rudolph II.
- Dionysio Miseroni (1607–1661), Sohn von Ottavio, tätig in Prag und Wien,  unter Ferdinand II. und Ferdinand III., Kunstwerke erhalten in Wien
- Ferdinand Eusebius Miseroni (1637–1684), Sohn von Dionysio, tätig in Prag